# Weiherhaus (Hilpoltstein)
Weiherhaus ist ein Gemeindeteil der Stadt Hilpoltstein im Landkreis Roth (Mittelfranken, Bayern). Weiherhaus liegt in der Gemarkung Hilpoltstein.

## Lage
Die Einöde liegt an einem namenlosen rechten Zufluss der Roth. Eine Gemeindeverbindungsstraße führt nach Haimpfarrich (0,7 km nördlich) bzw. zur Staatsstraße 2220 (0,4 km südwestlich). Eine weitere Gemeindeverbindungsstraße führt nach Hilpoltstein zur Staatsstraße 2225 (1,6 km südöstlich).

## Geschichte
Weiherhaus gehörte schon ursprünglich zu Hilpoltstein. Das Hochgericht übte das pfalz-neuburgische Pflegamt Hilpoltstein aus. Möglicherweise wurde Weiherhaus 1544 erstmals urkundlich erwähnt. 1717 findet sich in der Vetter’schen Karte ein Eintrag als „Weyherhaus“. 1791 wurde es durch Reichart Cammerer neu erbaut. Im Rahmen des Gemeindeedikts (frühes 19. Jahrhundert) wurde Weiherhaus dem Steuerdistrikt und der Ruralgemeinde Heuberg zugewiesen. Nach 1820 wurde Weiherhaus nach Hilpoltstein umgemeindet.

### Baudenkmäler
- Haus Nr. 1: Gutshaus
- Steinkreuz

### Einwohnerentwicklung
| Jahr      | 001818 | 001836 | 001861 | 001871 | 001885 | 001900 | 001925 | 001950 | 001961 | 001970 | 001987 |
| Einwohner | 6      | 5      | 3      | 8      | 5      | 4      | 8      | 13     | 7      | 5      | 7      |
| Häuser    | 2      | 1      |        |        | 1      | 1      | 1      | 1      | 1      |        | 1      |
| Quelle    | [ 9 ]  | [ 10 ] | [ 11 ] | [ 12 ] | [ 13 ] | [ 14 ] | [ 15 ] | [ 16 ] | [ 17 ] | [ 18 ] | [ 1 ]  |

## Religion
Der Ort ist römisch-katholisch geprägt und nach St. Johannes der Täufer (Hilpoltstein) gepfarrt. Die Einwohner evangelisch-lutherischer Konfession waren ursprünglich nach Eckersmühlen gepfarrt, seit Mitte des 20. Jahrhunderts ist die Pfarrei Hilpoltstein zuständig.